# Epidendrum bahorucense
Epidendrum bahorucense är en orkidéart som beskrevs av Eric Hágsater och L.Cerv. Epidendrum bahorucense ingår i släktet Epidendrum och familjen orkidéer. Inga underarter finns listade i Catalogue of Life.